# Xylotomy

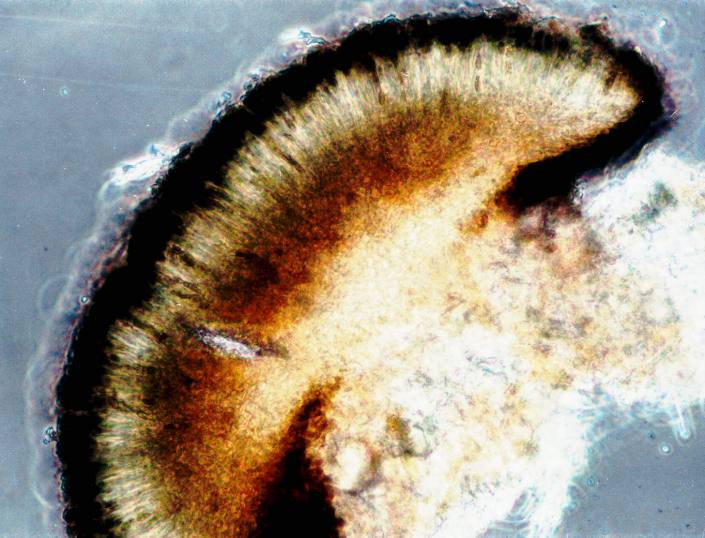
Một phần cực nhỏ của một địa y apothecium (Amandinea puncata)

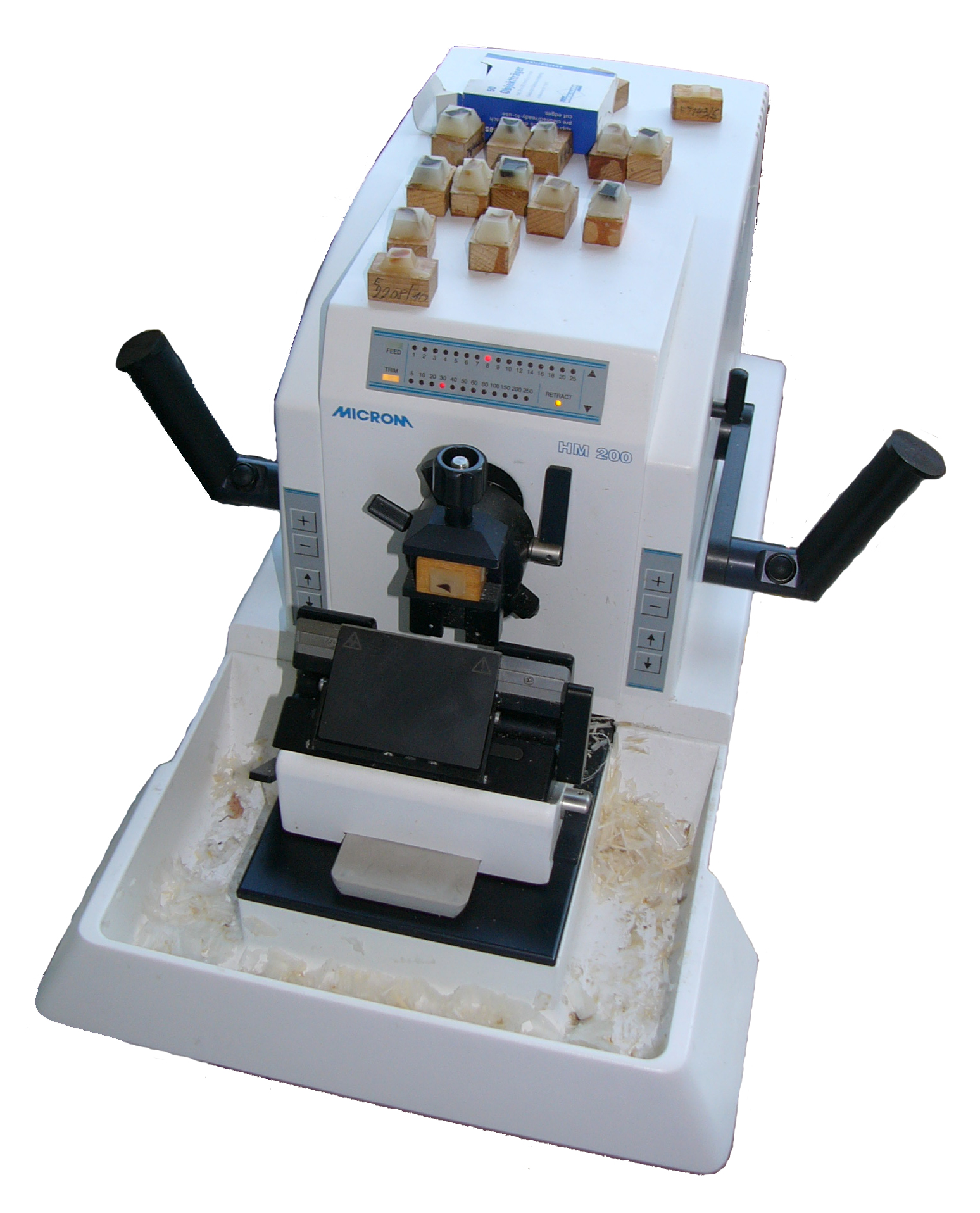
Một microtome, được sử dụng trong quá trình xylotomy

Xylotomy là việc chuẩn bị các mảnh gỗ nhỏ để kiểm tra dưới kính hiển vi, thiết bị thường được sử dụng có tên là microtome.
Nó rất hữu ích trong việc cung cấp bằng chứng pháp y trong một số vụ án hình sự trong đó việc tìm thấy một mảnh gỗ trên thi thể và ghép nó với hung khí sẽ hữu ích. Trong phiên tòa xét xử Bruno Richard Hauptmann, bị buộc tội trong vụ bắt cóc Lindbergh trong những năm 1930, nhà nghiên cứu xylotom Arthur Koehler đã cung cấp bằng chứng quan trọng bằng cách liên kết một mẩu thông từ chiếc thang được sử dụng trong một vụ bắt cóc đến một nhà máy cụ thể có máy móc bị lỗi, và từ đó đến một xưởng gỗ cụ thể. Koehler đã tìm kiếm trong suốt mười tám tháng và đưa ra bằng chứng rõ ràng trước tòa bằng cách đưa ra một viên phấn cọ xát các mẫu mà anh ta làm ở đó và sau đó, chứng minh rằng chúng giống hệt nhau. Anh ta cũng ghép các mảnh khác của chiếc cầu thang với một cái đục được sử dụng để tạo ra các thanh ghép, mất tích từ rương công cụ của bị cáo và một tấm ván bị mất từ sàn gác mái của nghi phạm.
Nó cũng có thể hữu ích trong các nghiên cứu trong lĩnh vực lâm nghiệp. Xác định loài của một mảnh gỗ không phải lúc nào cũng dễ dàng, trong trường hợp đó, một xylotheque có thể cung cấp các mẫu mà xylotomist có thể so sánh với chính mình. Xylotomy có thể được thực hiện bởi một nhà sinh học pháp y. Những người có chuyên môn về xylotomy là rất ít. Mọi người thường nhầm lẫn nó với một người chơi xylophone và họ không có xu hướng quan tâm nhiều đến chủ đề này.